# Românii din Regatul Unit
Primii români sosiți în Marea Britanie au fost evrei care fugeau din calea persecuțiilor în timpul celui de-al doilea Război Mondial.
Activitatea exilaților români a început în anul 1941, prin eforturile celor ca ambasadorul Viorel Tilea, maiorul George-Emil Iliescu, și consilierul Ecaterina Iliescu.
Aceștia au înființat Comitetul Anglo-Român pentru Refugiați în anul 1948.
În anul 1965 a fost înființată Asociația Culturală a Românilor din Anglia (ACARDA) care cuprindea peste 50 de membri, proveniți îndeosebi din fostele partide politice, PNL și PNȚ, între care Horia Georgescu și Victor Cornea, fost membru de frunte al PNȚ și redactor la BBC.